# Vodnik-Platz
Vodnik-Platz (slowenisch: Vodnikov trg) ist der Name eines Platzes im Zentrum von Ljubljana, Slowenien. Er wurde nach dem slowenischen Dichter und Lehrer Valentin Vodnik benannt.  
Der Platz liegt am rechten Ufer der Ljubljanica zwischen der Fleischerbrücke und der Drachenbrücke. Er wird unter anderem für den Außenverkauf des Zentralmarktes genutzt.

## Geschichte
In der Nähe des heutigen Vodnik-Platzes befand sich die mittelalterliche östliche Stadtmauer mit dem Klostertor. Der letzte sichtbare Rest der Befestigung ist der Wehrturm (Krekov trg 4). Hier war früher die Grenze zwischen der Stadt Laibach und dem Dorf Poljane.
Ab dem 13. Jahrhundert stand hier eine Franziskanerkirche mit Kloster und Klosterbibliothek. Die erste Holzkirche aus dem Jahr 1233 brannte ab, danach wurde zwischen 1403 und 1412 eine neue gebaut, die der Schutzpatronin Maria Himmelfahrt geweiht war. Der Friedhof vor der Kirche war hauptsächlich für die Beerdigung von Adligen bestimmt. 1784 zogen die Franziskaner in das ehemalige Augustinerkloster am Prešeren-Platz, 1786 wurde der Friedhof aufgehoben. Das ehemalige Kloster beherbergte eine Zeit lang ein Krankenhaus, später das Lyzeum von Laibach. Der Platz vor dem Lyzeum hieß damals Schulplatz, die zum Laibacher Schloss führende Straße Schulgasse (Študentovska ulica). Das Gebäude wurde bei dem Erdbeben von 1895 so schwer beschädigt, dass es 1905 abgerissen wurde. An seiner Stelle wurde der heutige Platz angelegt und nach Valentin Vodnik benannt.

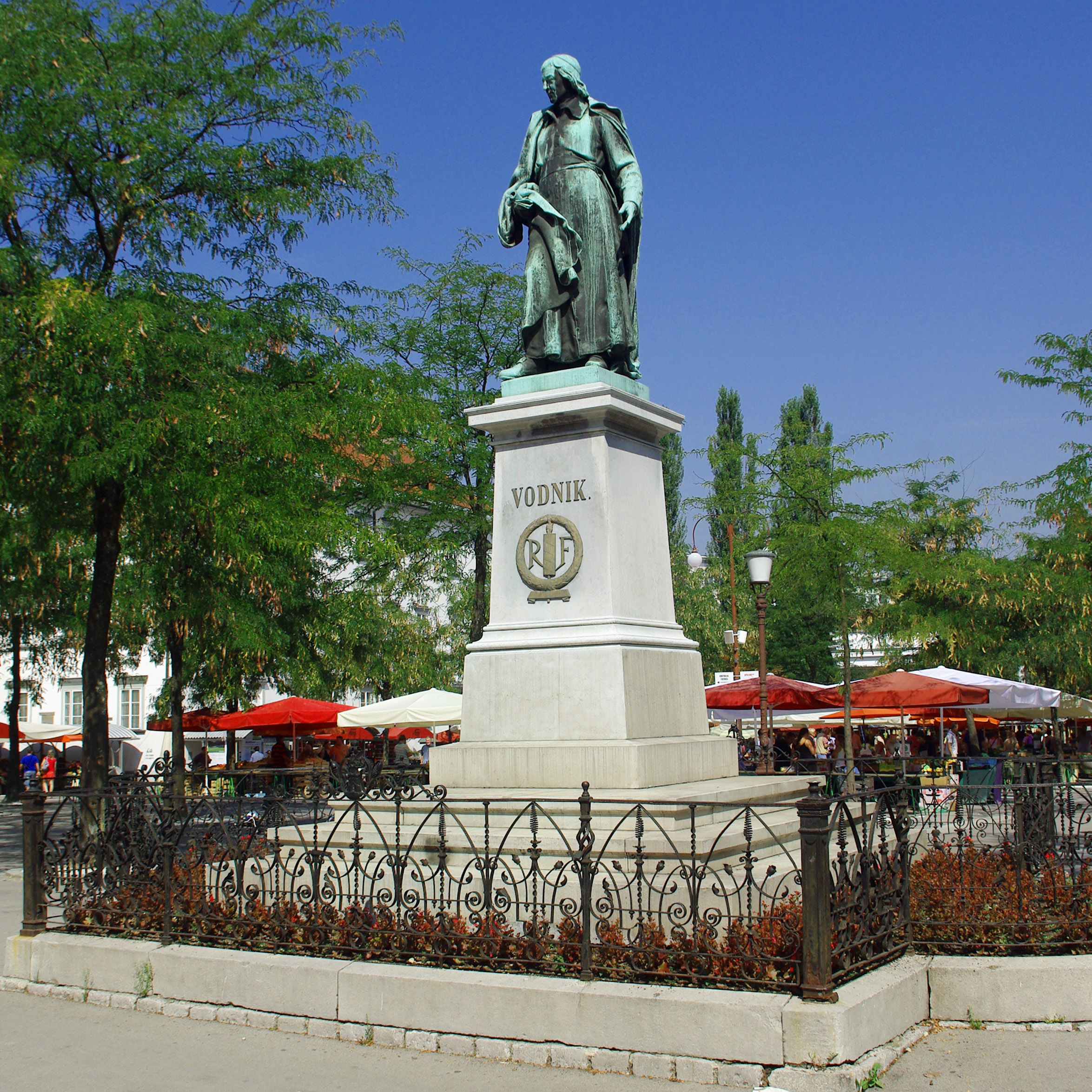
Denkmal auf dem Vodnik-Platz

## Vodnik-Denkmal
Das Bronze-Denkmal für den slowenischen Franziskaner, Lehrer und Dichter Valentin Vodnik, ein Werk des Bildhauers Alojz Gangl, wurde am 30. Juni 1898 vor dem Eingang zum Lyzeum auf dem Schulplatz errichtet. Es war erste öffentliche Denkmal für einen slowenischen Kulturschaffenden. Die Rückseite war auf das 1905 abgerissene Gebäude ausgerichtet, deshalb steht die Statue heute mit dem Rücken zum Platz.